# Nicolas Béhuchet

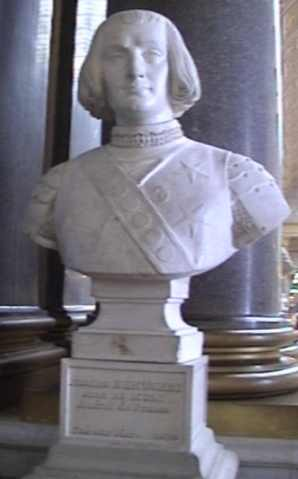
Nicolas Béhuchet

Nicolas (Colin) Béhuchet (overleden: Sluis, 24 juni 1340) was een Franse admiraal ten tijde van het begin van de Honderdjarige Oorlog. Hij was als admiraal actief in de Slag bij Arnemuiden en de Slag bij Sluis, waar hij zijn dood vond.

## Biografie
Omstreeks 1310 werkte hij als financieel administrateur in dienst van Karel van Valois. Kort daarna trad hij in dienst van Karels zoon: Filips, de later koning van Frankrijk. In het kroningsjaar van Filips (1328) werd Nicolas tot ridder geslagen en werd hij penningmeester van de koning.
In het begin van de Honderdjarige Oorlog werd Béhuchet, ondanks zijn minieme ervaring, benoemd tot Kapitein-Generaal van de Franse  Vloot. Onder zijn leiding en die van Hugues Quiéret plunderde het Franse leger enkele Engelse kustplaatsen. In 1338 behaalde hij en Quiéret een overwinning op de Engelsen bij Arnemuiden. Ze slachtten daar de Engelse gevangenen af, iets waar ze later nog voor zouden boeten. 
Twee jaar later vond de Slag bij Sluis plaats. Béhuchet werd benoemd tot opperbevelhebber van de vloot. Hij formeerde een barricade om de Engelsen tot stoppen te brengen, maar dat hield hen niet tegen. De Fransen verloren de slag en de twee bevelhebbers Béhuchet en Quiéret werden gevangengenomen. Quiéret werd onthoofd en Béhuchet werd aan een scheepsmast opgehangen voor zijn wangedrag tijdens de Slag van Arnemuiden.